# Послание Иуды
Послание Иуды (др.-греч. Ἐπιστολὴ Ἰούδα, лат. Epistula Iudae) — книга Нового Завета.

## Авторство и история
Если в Средние века апостол Иуда Фаддей отождествлялся с Иудой, «братом Господним», упомянутым в Евангелиях, то ныне большинство современных библеистов полагает, что это два разных лица. В связи с этим возникают проблемы с установлением авторства Послания, которое может принадлежать как одному, так и другому святому.
Послание Иуды — одна из самых коротких книг Нового Завета и Библии в целом, состоит всего из одной главы (двадцать пять стихов).
Оно обращено к христианам из иудеев и перекликается со Вторым посланием Петра.
Точная датировка послания затруднена, наиболее вероятным периодом создания считается диапазон 62—70 годов. Тем не менее существует мнение о более позднем создании послания.
Послание упоминается во многих ранних святоотеческих сочинениях, оно было известно святому Клименту Александрийскому и Тертуллиану.
Из трудов Оригена и святого Евсевия Кесарийского известно, что некоторые христиане сомневались в подлинности Послания, однако его каноничность была позднее подтверждена Церковью.

## Основные темы
Главная тема послания — предостережение против лжеучителей. Послание обращено к христианам из иудеев и содержит многочисленные примеры из Ветхого Завета и апокрифов.
- Приветствие (1:1—3)
- Против лжеучителей (1:4—16)
- Увещевания для христиан (1:17—25)
- Заключение (1:25)